# أنهار سطحية

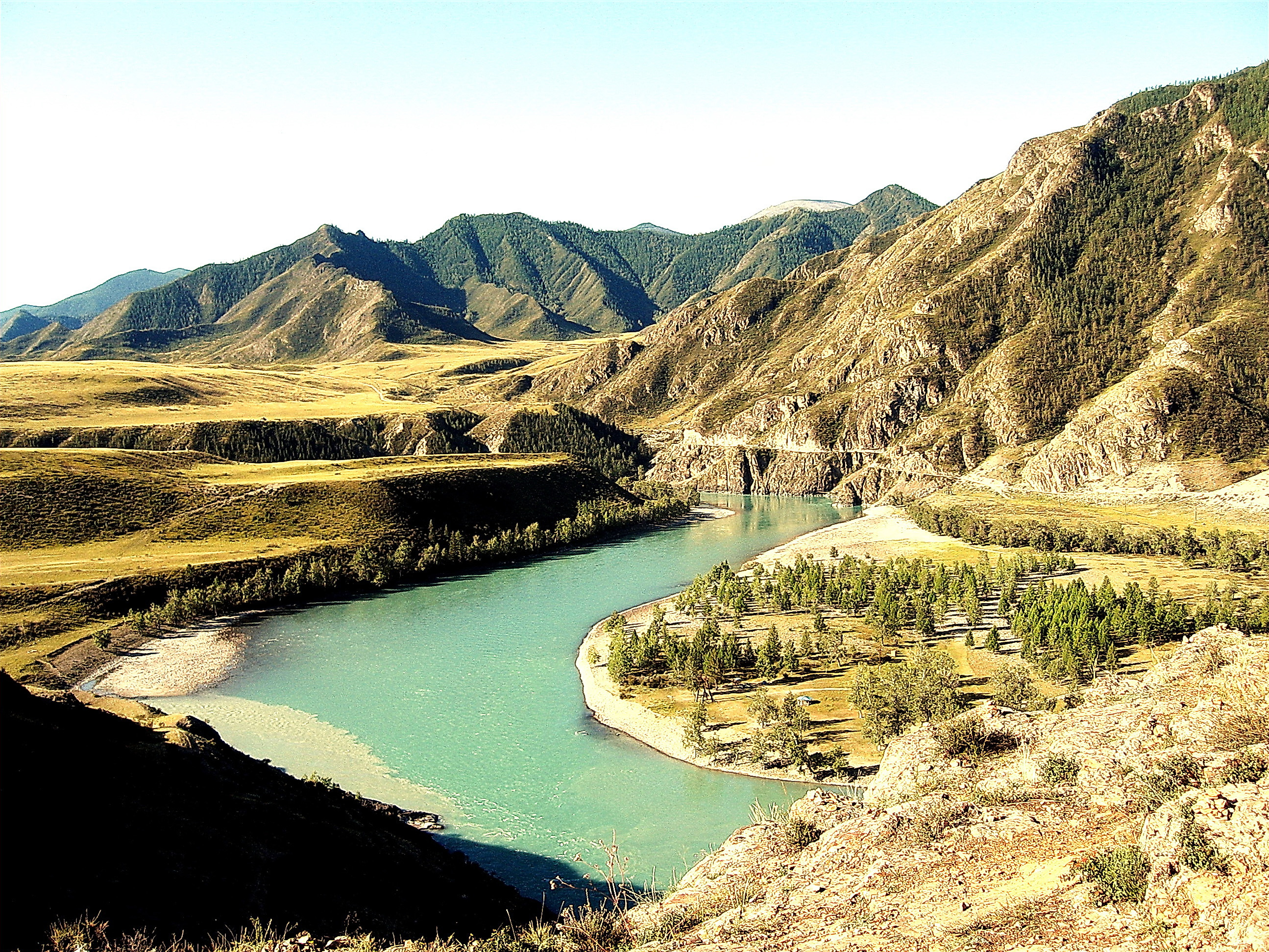

الأنهار السطحية أو المصطبة النهرية أو المدرج النهري هي مسطحات مائية ممتدة على جانبي السهول والوديان النهرية في جميع أنحاء العالم. هذه الأنهار السطحية تتكون من جزء من اليابس يسمى «الطبعة»، يفصله عن جانبي النهر السطحي بواسطة حدود واضحة تسمى «المرتفع».
هذه الأنهار السطحية تقع موازية للقناة النهرية التي تصب فيها. بحكم الطريقة التي تتكون فيها الأنهار السطحية، فهذه الأنهار السطحية غالبا تكون فوق الترسبات التي تكون في قاع هذه الأنهار.
الأنهار السطحية هي بقايا من السهول الفيضانية التي كانت موجودة في وقت سابق في العصور المندثرة، في الوقت الذي كان فيه تيار النهر يتدفق على ارتفاع عال قبل انتهاء القناة النهرية كفيضانات ذات مستوى منخفض.
ويمكن للتغيرات في الارتفاع يكون بسبب التغيرات في مستوى قاعدة النظام النهري، فمثلا التآكلات الناتجة من سرعة تدفق النهر السطحي قد تؤدي إلى هبوط مستوى الماء فيه بشكل تدريجي.
فعلى سبيل المثال، إذا كان سريان النهر السطحي على مستوى منخفض هذا سيزيد سرعة تدفق الماء مما يؤدي إلى إنشاء قنوات موازية للنهر الأساسي.
من التغيرات التي تطرأ على النهر السطحي وسرعة سريانه هو التغير في المناخ. المناطق التي تكون غالبية مساحتها مغطاه بالثلج خلال فترة الشتاء، قد تؤثر على وضع النهر السطحي والاستفادة منه.

## أنواع
يوجد نوعين أساسين من الأنهار السطحية، النوع الأول هو الأنهار السطحية الممتلئة والأنهار السطحية الضحلة. كلا النوعين قد يكونان أنهار سطحية مزدوجة أو غير مزدوجة بناءً على مستوى ارتفاع السطح لهذه الأنهار.
الأنهار السطحية الممتلئة: بكل بساطة سبب تكون هذه الأنهار السطحية هو انتقال لبعض المكونات الأساسية لنهر إلى وادي لسبب أو لآخر. هذه الأنهار تكون نتيجة أن هناك وادي تم طمره بتربة وطين نهر من مصدر آخر. أسباب طمر الوادي بهذه التربة متعددة منها: انزياح الأحجار الصغيرة التي كانت متواجدة في النهر إلى الوادي بسبب التجلد أو التغير في مقدر النهر على حمل هذه الأحجار الصغيرة. هذه التغيرات ينتج عنها انتقال هذه الأحجار الصغيرة إلى الوادي وطمره بها.
طمر الوادي بهذه المكونات يستمر حتى يصل هناك حالة اتزان بين النهر والوادي في مستوى هذه الأحجار المترسبة. الوصول إلى فترة الاتزان هذه يستغرق عادة وقت قصير كالفترة المستغرقة بعد «التجلد» أو قد تصل هذه الفترة إلى سنوات عدة في بعض الحالات.
إذا استمر ترسب هذه المكونات وتعدى حالة الاتزان، قد يرتفع مستوى الماء في هذه الأنهار إلى 100 متر أعلى من النهر الأصلي.
الأنهار السطحية الضحلة: طريقة تكوين هذا النوع نتيجة استمرارية تدفق الماء وسريانه خلال الصخور المتواجدة على طرفي النهر السطحي مما قد يؤدي إلى زيادة عرض النهر السطحي. مع الزمن واستمرارية تدفق الماء تجاه هذه الصخور، يؤدي إلى تكوين فروع للنهر الأساسي ولكنها أقل عمقاً منها، لهذا جاءت التسمية بالأنهار السطحية الضحلة.
من أهم العوامل التي تؤثر على فعالية تكوين الأنهار السطحية الغير ممتلئة هي نوع الصخور التي تستقبل قوة وسرعة تدفق الماء في النهر الأساسي.
أنواع الأنهار السطحية من حيث الازدواجية: يطلق على الأنهار السطحية أنها مزدوجة في حالة إذا كان طرفي النهر على مستوى واحد، وهذا هو الغالب في الأنهار السطحية، أما بالنسبة للأنهار السطحية الغير مزدوجة فتطلق على الأنهار التي يكون في طرفي النهر على مستويين مختلفين.
الاختلاف في المستوى بين طرفي النهر قد يكون بسبب وجود مقاومة من إحدى طرفي النهر كوجود صخور أو تضاريس طبيعية تحول دون تساوي طرفي النهر.

## تطبيقات
الأنهار السطحية تستخدم لقياس مستوى سريان الماء الذي أدى إلى طمر الوادي أو إنشاء تفرعات أخرى لهذا النهر. أيضاً، تستخدم في بعض القياسات مثلا قياس عمر الترسبات المطمورة ومستوى ارتفاع النهر ولها بعض التطبيقات الأخرى.